# Конты (гмина Новы-Жмигруд)

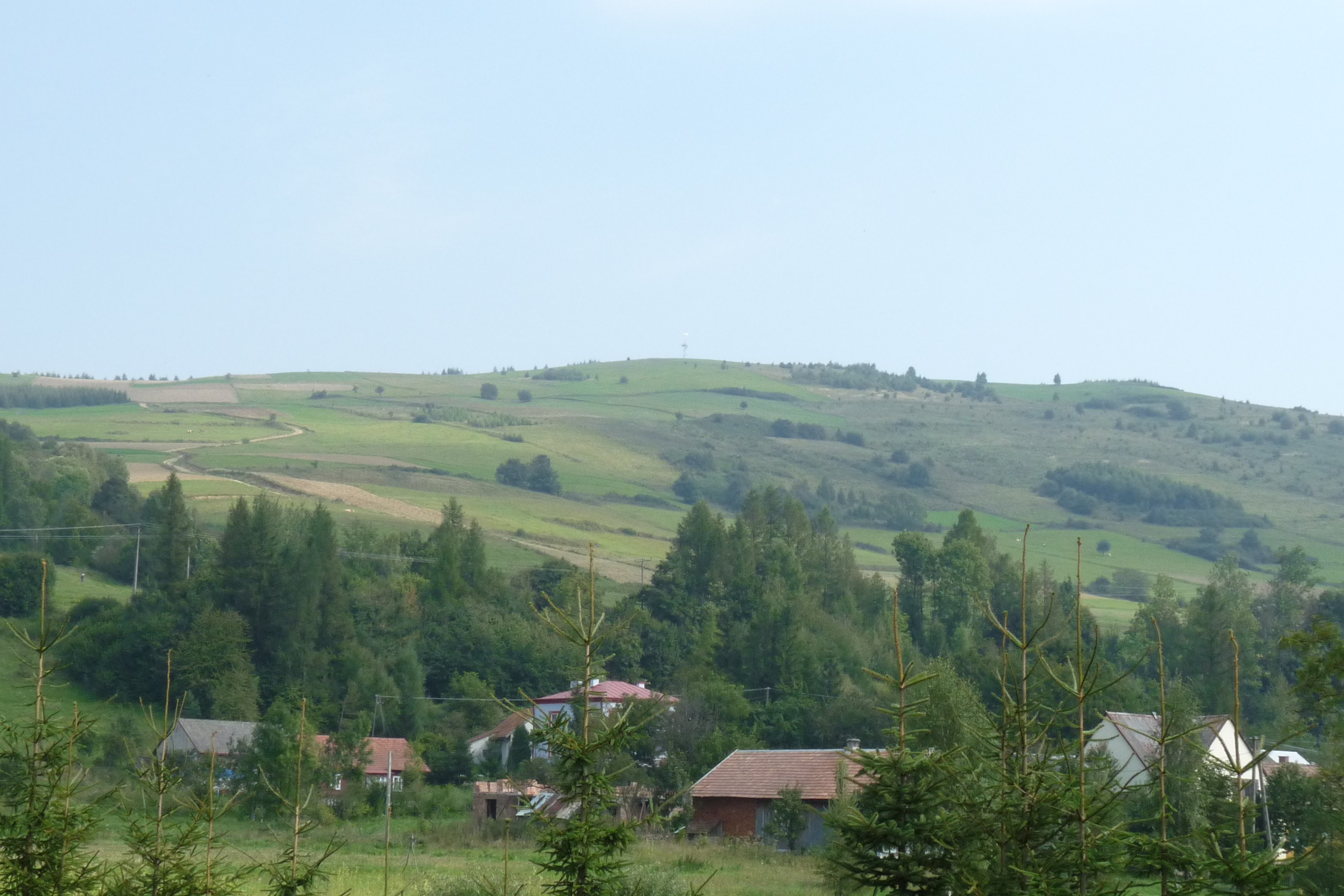
Вид села

Ко́нты (пол.  Kąty) — село в Польше, находящееся на территории гмины Новы-Жмигруд Ясленского повята Подкарпатского воеводства.

## География
Село располагается в 6 км от села Новы-Жмигруд, в 22 км от Ясло и в 63 км от Жешува.

## Население
Население села составляет около 1.000 человек.